# Sandro Stielicke
Sandro Stielicke, né le 30 novembre 1986 à Rostock, est un skeletoneur allemand. Au cours de sa carrière, il a fini à trois reprises sur un podium en Coupe du monde et a remporté le championnat du monde junior en 2009 sur la piste de Königssee.

## Palmarès

### Coupe du monde
- Meilleur classement en individuel : 2e en 2011.
- 6 podiums individuels : 4 deuxièmes places et 2 troisièmes places.